# (1385) Gelria
(1385) Gelria ist ein Asteroid des Hauptgürtels, der am 24. Mai 1935 vom niederländischen Astronomen Hendrik van Gent in Johannesburg entdeckt wurde. 
Der Name des Asteroiden ist von der lateinischen Bezeichnung der niederländischen Provinz Gelderland abgeleitet.